# Ponzos illusion

Ett exempel på Ponzos illusion. Båda de horisontella linjerna har samma storlek.

Ponzos illusion är en optisk illusion som först beskrevs av italienske psykologen Mario Ponzo (1882-1960) år 1913. Han föreslog att den mänskliga hjärnan bedömer ett objekts storlek baserat på dess bakgrund. Han påvisade detta genom att rita två parallella linjer korsande ett antal kortare linjer, liknande en järnvägsräls. Den övre linjen förfaller att vara längre med hänsyn till ett normalt perspektiv. I detta sammanhang uppfattar vi att den övre linjen bör vara längre från oss och vi antar därför att den är längre då ett fjärran föremål behöver vara längre för att, i enlighet med perspektivet, få samma storlek i synfältet som ett mer nära objekt.
Somliga bedömare anser att månillusionen är ett exempel på Ponzos illusion, med trä och buskar som tar samma roll som Ponzos sammanlöpande linjer. Objekt i förgrunden kan grumla vår perception vilket kan ge månen, en synbart proportionelig, överdriven storlek.